# Candi bentar

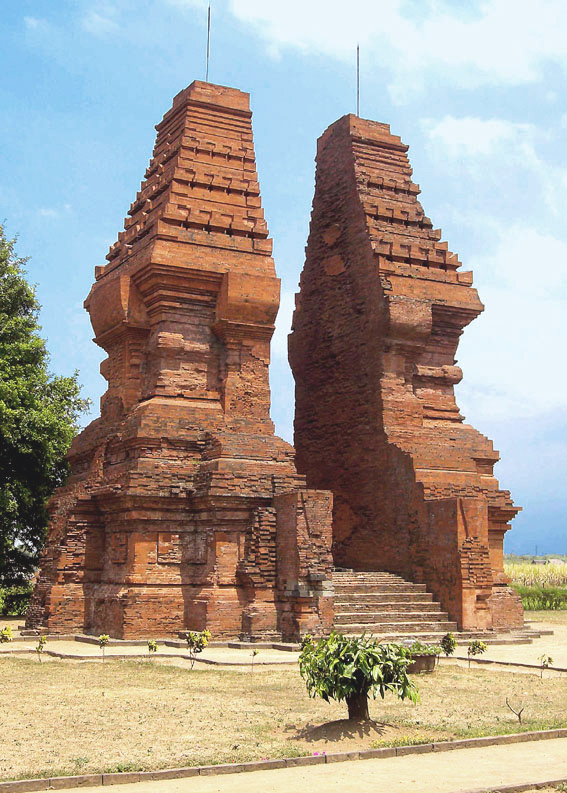
Wringin Lawang, portal dividido em Trowulan, um dos candi bentar sobreviventes mais antigos

Candi bentar, ou portal dividido, é um portal javanês e balinês clássico comum na entrada de complexos religiosos, palácios ou cemitérios. É basicamente uma estrutura parecida com o candi, dividida perfeitamente em dois para criar uma passagem no centro para as pessoas passarem. A passagem é geralmente elevada com um escadas para alcançá-lo. O candi bentar é comum em Java, Bali e Lombok.

## Forma
O candi bentar tem uma forma de candi, mas se divide perfeitamente em dois para criar uma imagem simétrica. Tem um perfil caracteristicamente escalonado, que pode ser fortemente decorado no caso dos candis balineses. As duas superfícies internas são sempre deixadas simples e sem ornamentos, como se a estrutura tivesse sido dividida em duas.

## Templo hindu javanês e balinês clássico

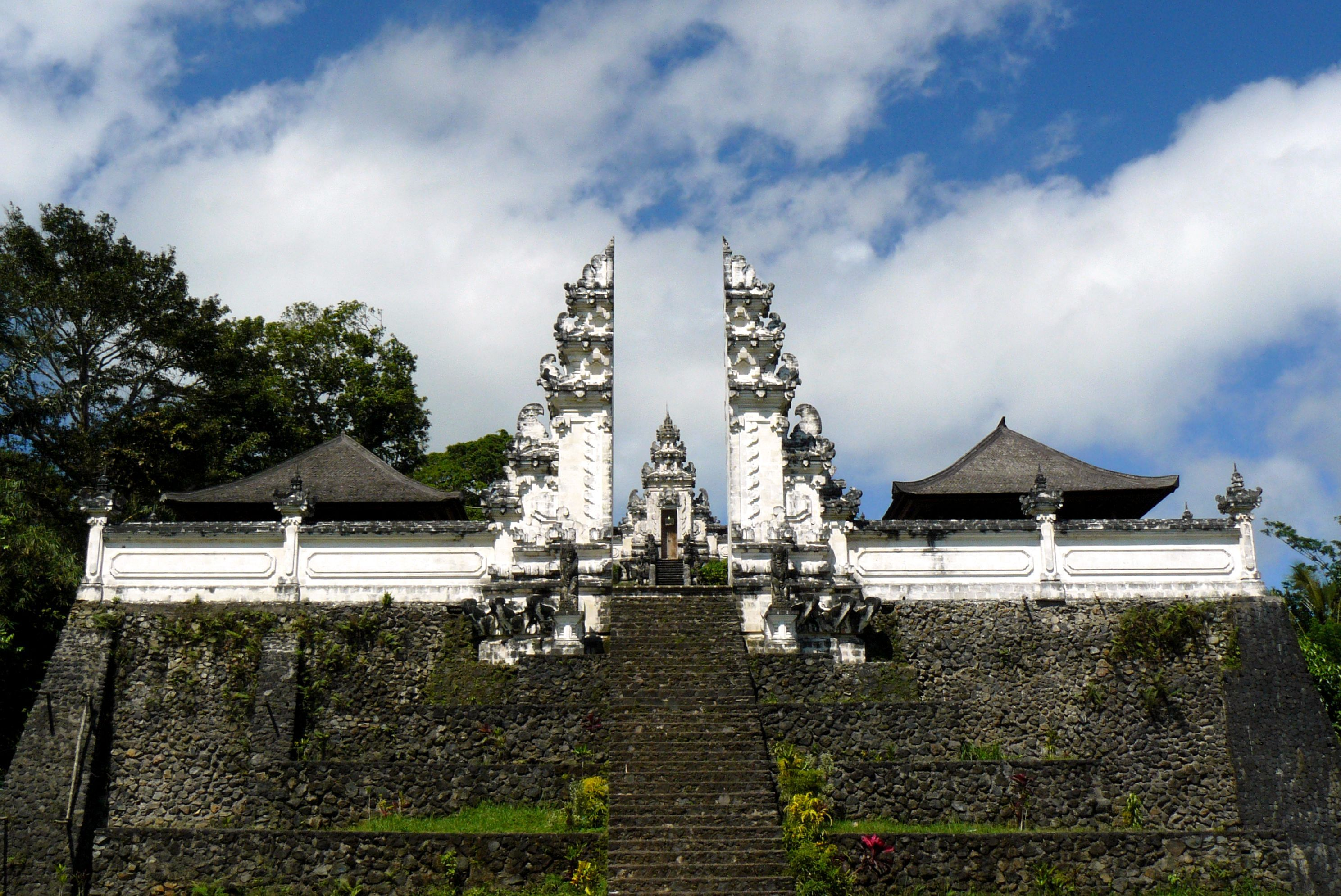
Um candi bentar marca a entrada em, um templo do leste do Bali

O candi bentar e o paduraksa (outra estrutura de entrada) são características integrantes da arquitetura de um templo balinês e, possivelmente, do  templo hindu clássico javanês. Ambos os portais marcam o limiar entre diferentes níveis de santidade dentro de um complexo do templo. O candi bentar marca a fronteira entre o mundo exterior e o domínio exterior do templo hindu, a mandala nista ("santuário exterior"). Enquanto o paduraksa marca a fronteira entre a mandala madya ("santuário interno") com o mais interno e o mais sagrado mandala utama ("santuário principal").

## Origem
Acredita-se que o candi bentar remonta ao período hindu de Singhasari e de Majapait em Java dos séculos XIII e XIV. A forma atual de candi bentar é provavelmente devida à influência da estética de Majapait na arquitetura javanesa e balinesa.
Nos tempos modernos, a construção do candi bentar é encorajada pelo governo indonésio. Esta política é especialmente encorajada pelos governo municipais e regionais dos kabupaten como uma forma de identidade regional. O governo da província de Banten, por exemplo, encorajou a construção de candis bentar — modelado a partir do Palácio Kaibon de Kota Kuno Banten (Banten Velha) — no portão de entrada de todas as casas, especialmente as localizadas ao longo da estrada principal.

## Galeria

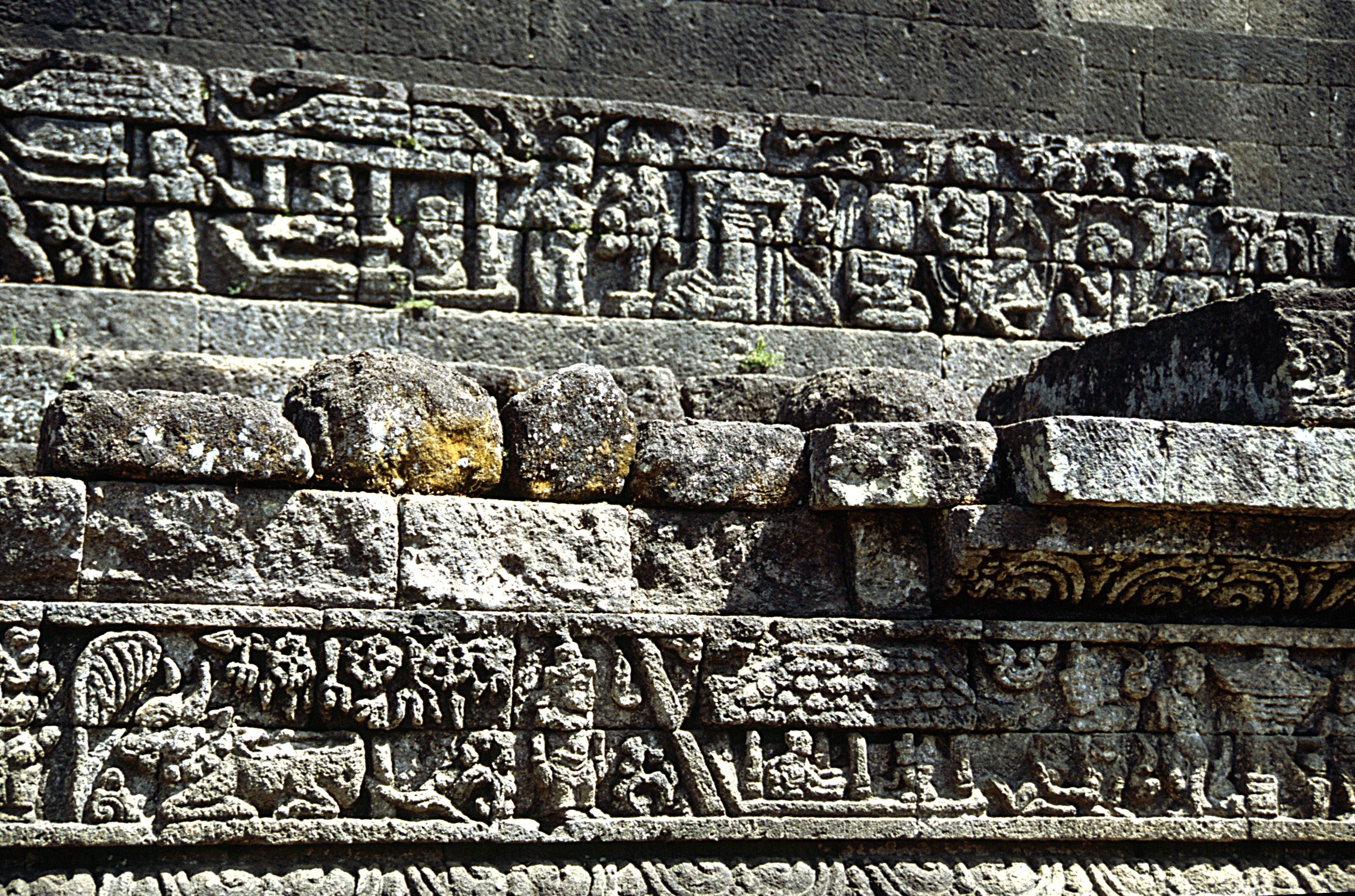
Um candi bentar num esculpida do Candi Jago, um templo do século XIII em Java Oriental
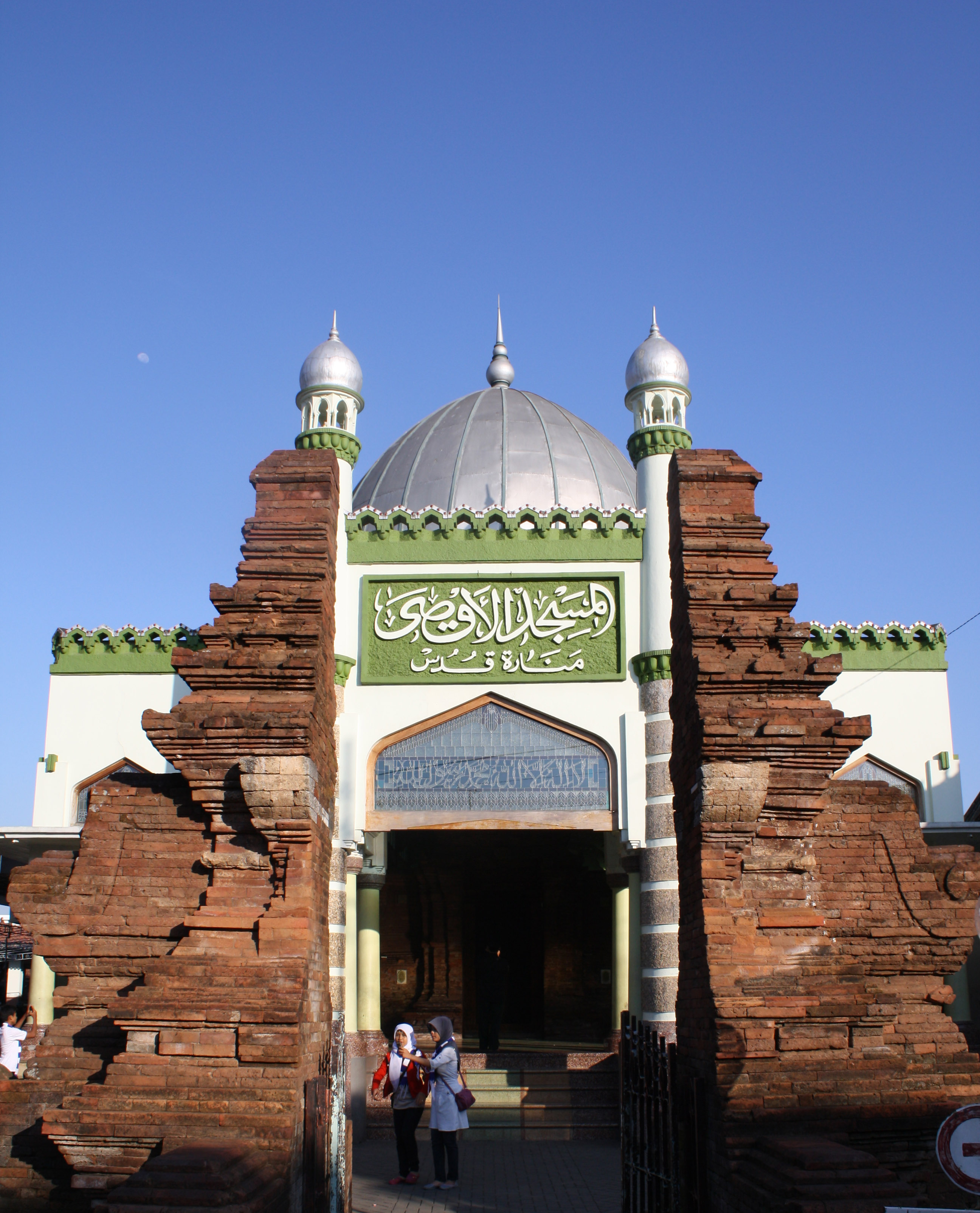
O candi bentar de estilo Majapait da Mesquita Menara Kudus
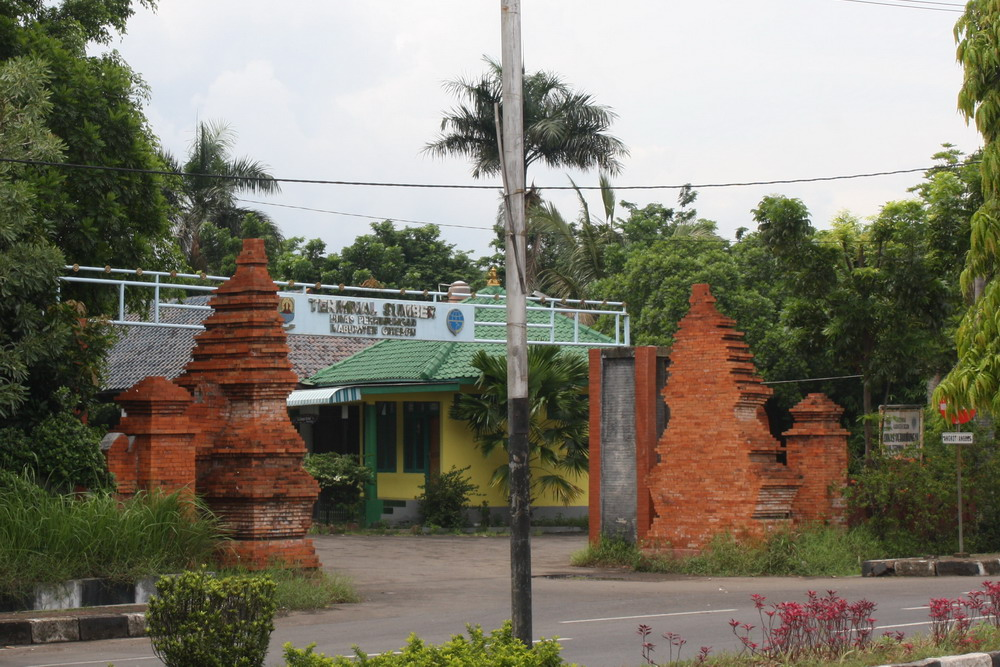
Portão de um terminal de ônibus em Cirebon em forma de candi bentar de estilo Cirebon